# Markersdorf-Haindorf
Markersdorf-Haindorf là một thị xã thuộc huyện Sankt Pölten-Land trong bang Niederösterreich.